# Конституційна скарга
Конституційна скарга — одна із форм звернень до Конституційного Суду України, яку може подавати громадянин України щодо конституційності закону України. Скарга подається за двох умов:
1. особа вважає, що закон, який був використаний в остаточному рішенні суду, не відповідає Конституції України;
2. всі національні засоби юридичного захисту були використані (стаття 151-1 Конституції України).